# 神風洞

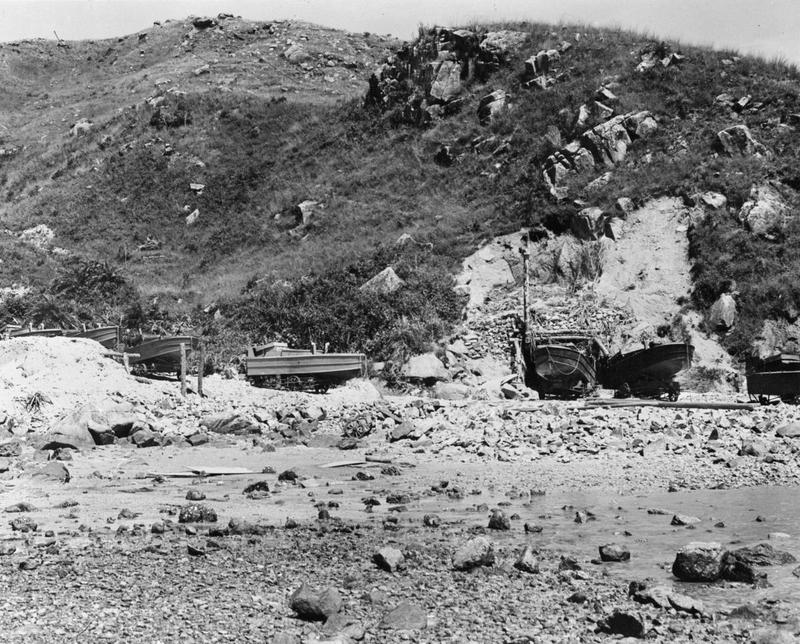
二次大戰結束後，日軍遺留在南丫島索罟灣岸邊的「震洋」自殺式快艇

神風洞是一座人工挖掘的海岸山洞，位於香港南丫島的蘆鬚城至索罟灣之間，屬於香港日佔時期的軍事遺跡。由於山洞是日軍用來隱藏特攻快艇，作爲實施類似神風特攻隊的自殺式攻擊之用，因此山洞被稱為「神風洞」。島上原有20多個同類型的山洞，大部分於戰後被封閉，現在僅餘小部分山洞仍然可見，並且成爲南丫島的旅遊景點。

## 歷史
日本於太平洋戰爭末期節節敗退，日本皇軍為準備盟軍反攻香港，於是組成第35、第36及第107震洋特攻隊，在南丫島沿岸挖掘20多個山洞，用以收藏用於自殺式襲擊的震洋特攻快艇。這些震洋特攻快艇的前部裝有250公斤炸藥，當盟軍艦艇試圖駛入香港，震洋特攻隊的隊員便會駕駛震洋快艇從隱蔽的山洞駛出，然後往盟軍船艦的位置高速駛去，再直接撞擊盟軍艦艇及引爆在艇頭的炸藥，藉此同歸於盡，日軍期望以特攻隊員的犧牲令盟軍出現嚴重傷亡。由於美軍在1945年8月以原子彈空襲日本，逼使日本投降，因此在香港準備出擊的震洋特攻隊沒有取得任何戰果，英軍在香港光復後，把日軍部署在香港的自殺式快艇悉數銷毀。

## 現況
現時南丫島仍有三個特攻山洞存在，遊人可由蘆鬚城海灘經南丫島家樂徑步行前往。

## 外部連結
- 離島區議會離島之旅：神風洞[永久]
- 文匯報：遊蹤點睛：戰爭遺址神風洞 （页面存档备份，存于）

22°12′15″N 114°07′39″E / 22.204266°N 114.127544°E